# Garcinia australis
Garcinia australis är en tvåhjärtbladig växtart som beskrevs av Montr.. Garcinia australis ingår i släktet Garcinia och familjen Clusiaceae. Inga underarter finns listade i Catalogue of Life.